# 南満洲
- 南満洲
- 南滿洲
- 南満州

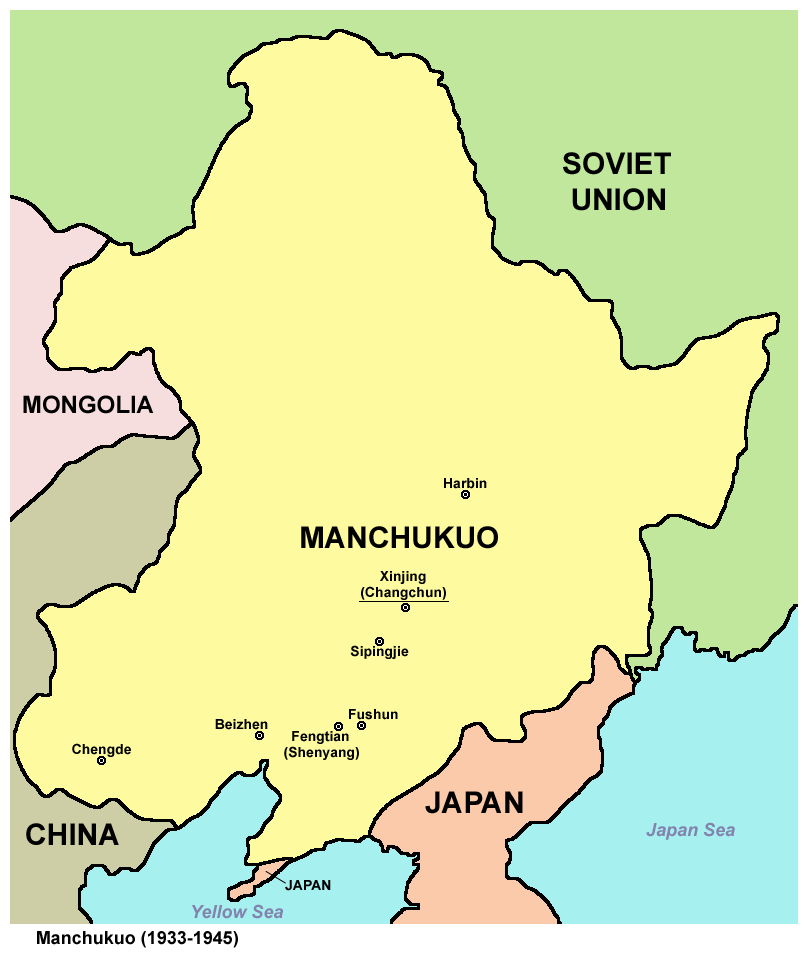
南満洲

南満洲（みなみまんしゅう）は、広く現在のロシア極東部も含む満洲の南部で、かつて満洲国があった地域（現在の中国東北部）を指す日本語の地域呼称である。内満洲（うちまんしゅう）ともいう。「南満洲」という語は、文脈によっては内満洲の南部（ポーツマス条約により日本の勢力圏となった地域）を指す場合もある。
「南満洲」の地名を冠した企業としては南満洲鉄道が有名であるが、これは1905年のポーツマス条約の結果ロシア帝国から日本へ譲渡された東清鉄道は全体でなく、長春 - 大連間の南満洲支線のみの鉄道施設・付属地であったためである。

## 清朝以前
この地域は、アイグン条約や北京条約以降に清朝からロシアに割譲された外満洲とは異なり、引き続き清の統治下に残り奉天省（現遼寧省）・吉林省・黒竜江省の東三省の管轄とされていた。

## 清朝崩壊から満洲国時代
中華民国は東北を9省とする。その他に旧熱河省を含めた「東四省」の概念もある。満洲事変後成立した満洲国の時代には19省に区分されていた。
現在は中華人民共和国の統治下にあり、漢族・蒙古族・朝鮮族、そして漢化した満族などが住んでいる。